# فمینیسم ماتیکی
فمینیسم ماتیکی شاخه‌ای از موج سوم فمینیسم است که به دنبال درک مفاهیم سنتی زنانه، از جمله قدرت جنسی زنان، همسو و موازی با ایده‌های فمینیستی است.
بر خلاف اولین مبارزات فمینیستی که بر حقوق بنیادین و اولیهٔ زنان متمرکز بود، و از جنبش حق رأی زنان آغاز شد، فمینیسم ماتیکی به دنبال اثبات این موضوع است که زنان هنوز هم می‌توانند فمینیست باشند بدون آنکه زنانگی خود، به ویژه از نظر جنسی، را نادیده بگیرند یا نفی کنند. در جریان موج دوم فمینیسم، فمینیست‌ها صرفاً بر برابری قانونی و اجتماعی زنان متمرکز بودند و از پذیرفتن «تمایلات جنسی» خویش خودداری می‌کردند؛ برخی حتی از اندیشیدن به مردان تنفر داشتند و اغلب ویژگی‌های فیزیکی و شخصیتی‌ای را برمی‌گزیدند که بسیار از آنگونه که یک زن معمولی به نظر می‌رسید، دور بود. بدین‌گونه بود که ظاهر فیزیکی کلیشه‌ای از فمینیسم و فمینیست‌ها به‌وجود آمد. از طرف دیگر، فمینیسم ماتیکی، مفاهیم زنانگی و جذابیت‌های جنسی مربوط به بدن زنان و نیاز آنها به رابطهٔ جنسی را می‌پذیرد. فمینیسم ماتیکی همچنین به دنبال اصلاح برخی کلمات ناخوشایند و تبدیل آنها به ابزارهایی قدرتمند به نفع خود است؛ مانند کلمه «سلیطه» که در جنبش راهپیمایی سلیطه‌ها دیده شد. بخشی از فمینیسم ماتیکی به عنوان پاسخی به واکنش‌های منفی و شدید ایدئولوژیک علیه موج دوم فمینیسم توسعه یافت. این واکنش‌های منفی به کلیشه‌هایی همچون «فمینیست زشت» و «فمینیست ضد سکس» بود که در طول موج دوم به‌وجود آمده بودند؛ قسمتی از این شاخهٔ فمینیسم نیز بر این اعتقاد است که موفقیت موج دوم فمینیسم موجب شد تا جنبه‌های زنانه، مانند کفش پاشنه بلند و آرایش کردن، که قبلاً در جهت ضعیف جلوه دادن زنان بکار برده می‌شد، اصلاح شود.

## کلام

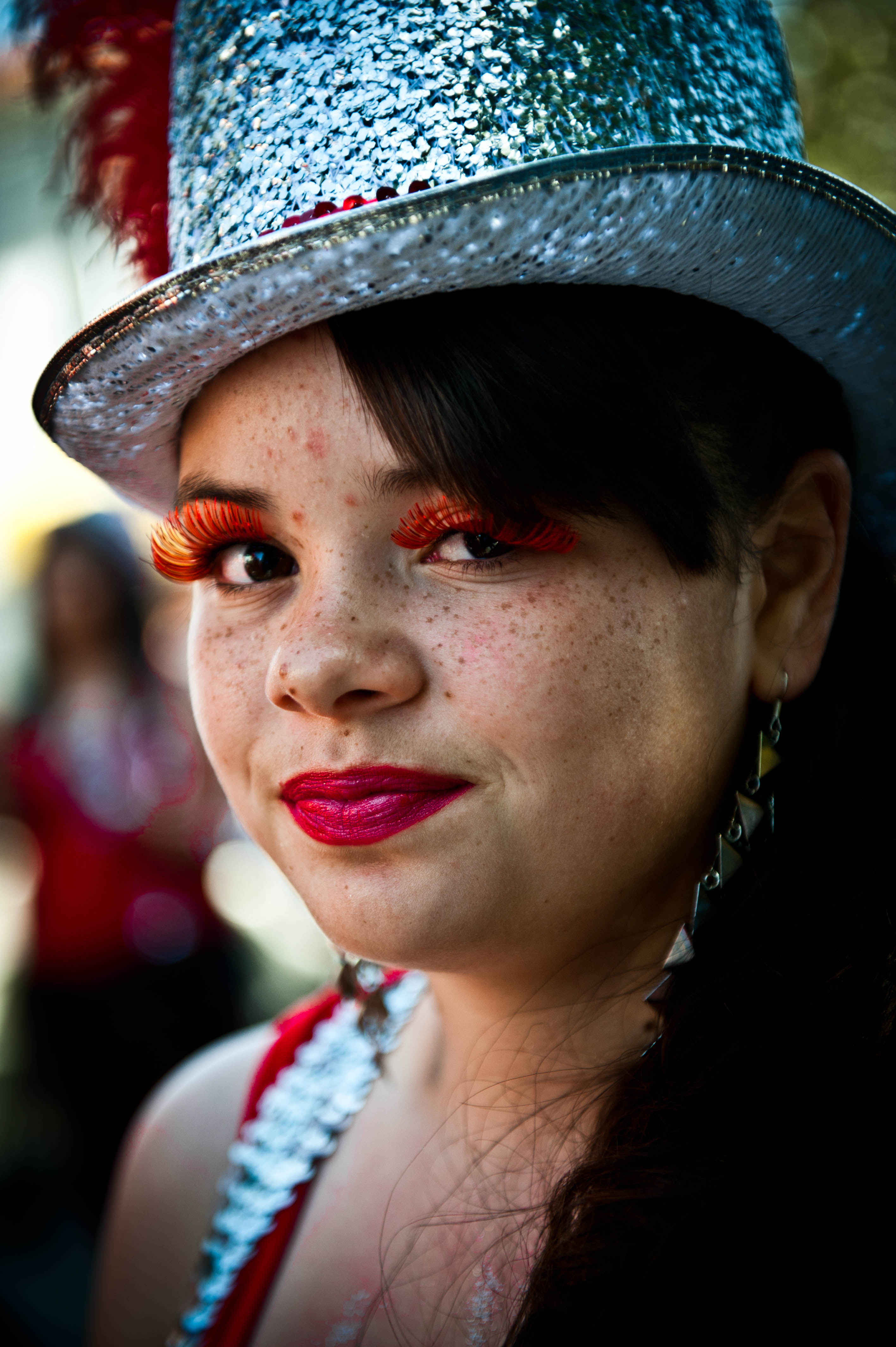
مرتبط بودن نوع آرایش و پوشش تصویر با مفهوم فمینیسم ماتیکی

به لحاظ زبان شناختی، فمینیسم ماتیکی تغییر معنایی کلمات دارای استاندارد دوگانه به نفع فمینیست‌ها، مانند «سلیطه»، را مطرح می‌کند. هدف از این کار از بین بردن بدنامی اجتماعی اعمال شده به یک زن که رفتار جنسی او به طرز پدرسالارانه‌ای به نشانه‌ای از «زن غیراخلاقی» و لیبرتین تفسیر شده‌است.

## بررسی اجمالی
به لحاظ فلسفی، فمینیسم ماتیکی این موضوع را مطرح می‌کند که یک زن می‌تواند -از جهت روان شناختی، اجتماعی و سیاسی- با آرایش کردن، پوشیدن لباسهای جذاب و پذیرش جذابیت‌های مرموزانهٔ جنسی، به خود قدرت بدهد برای خود، به عنوان یک شخصیت با اعتماد به نفس جنسی، ارزش قائل شود. بلاغت انتخاب و توانمندسازی برای تأیید چنین رفتارهای واضح جنسی به کار می‌رود، زیرا آنها دیگر رضایت اجباری در پذیرش نقش‌های جنسیتی اجتماعی مانند «دختر خوب»، «زن شایسته»، «مادر از خودگذشته»، «خواهر پاکدامن» و غیره را نمایندگی نمی‌کنند.
سایر فمینیست‌ها اعتراض دارند که به اصطلاح «توانمند سازی فمینیسم ماتیکی» یک تضاد فلسفی است که در آن یک زن تصمیم می‌گیرد که خود را از نظر جنسی مورد توجه قرار دهد و در نتیجه دیگر نمی‌تواند زنی برای خودش باشد و نه شخص خود را کنترل کند. در بحث و گفتگویی مداوم، فمینیسم ماتیکی در مخالفت استدلال می‌کند که عمل جذابیت جنسی نوعی قدرت اجتماعی در روابط بین مرد و زن است که ممکن است در حوزه‌های برابری فرهنگی، اجتماعی و جنسیتی رخ دهد.

### فمینیسم پاشنه
فمینیسم پاشنه‌ای، گونه‌ای رادیکال‌تر از فمینیسم ماتیکی، استفاده از مد زنانهٔ پسامدرن را تقویت‌کننده می‌داند؛ و استدلال را از پذیرش آرایش کردن، تا اعتبار دادن به زنانی که مشاغل خاصی دارند که بر اساس زیبایی جسمی زنان است، توسعه می‌دهد. کارهایی مانند رقصندگی برهنه یا رقصندگی میله، و همچنین عورت‌نمایی کوتاه لزبین‌ها.

## نگارخانه

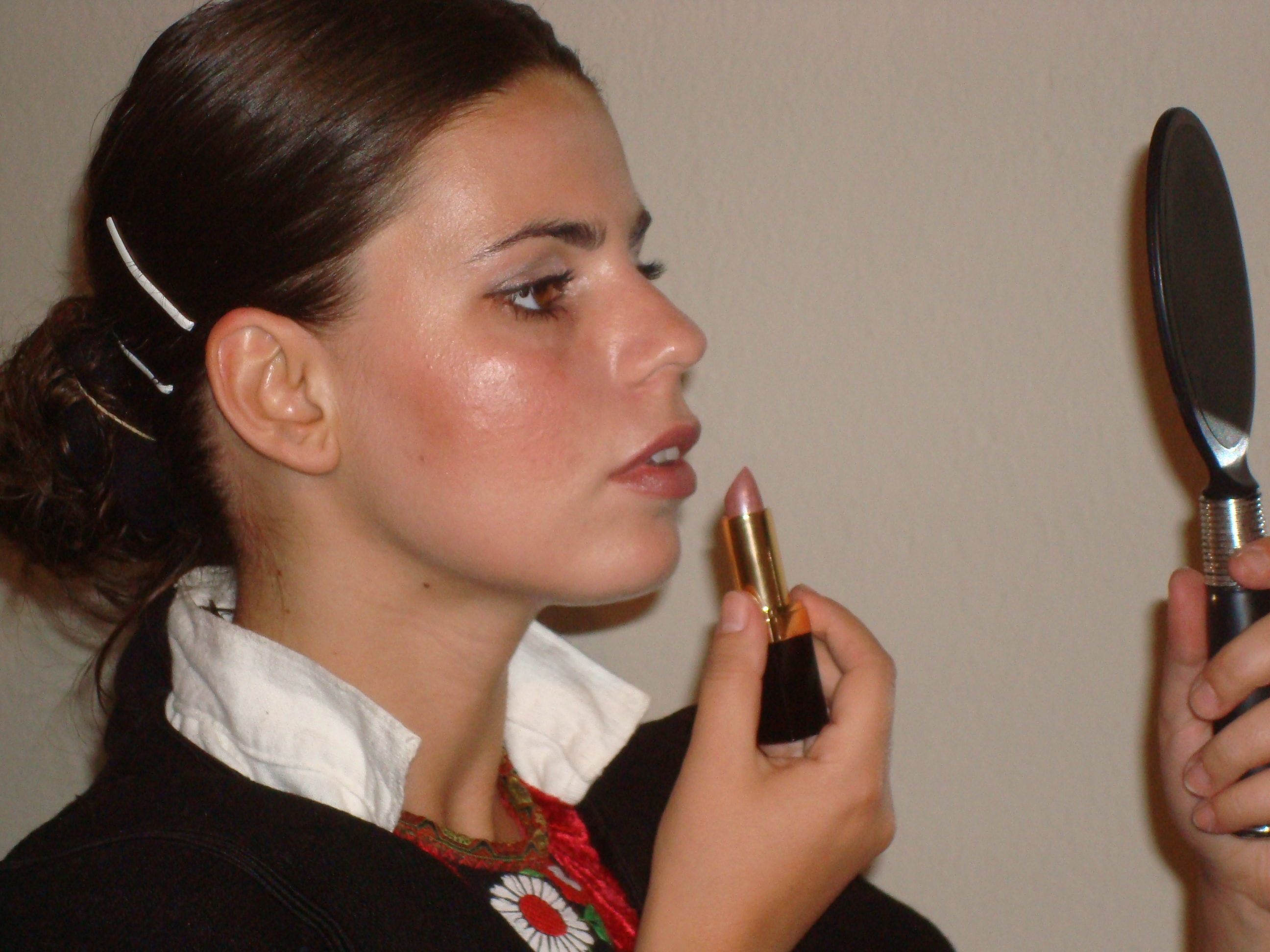
فمینیسم ماتیکی: یک زن دانشجو که قبل از ورود به کلاس، ماتیک می‌زند.
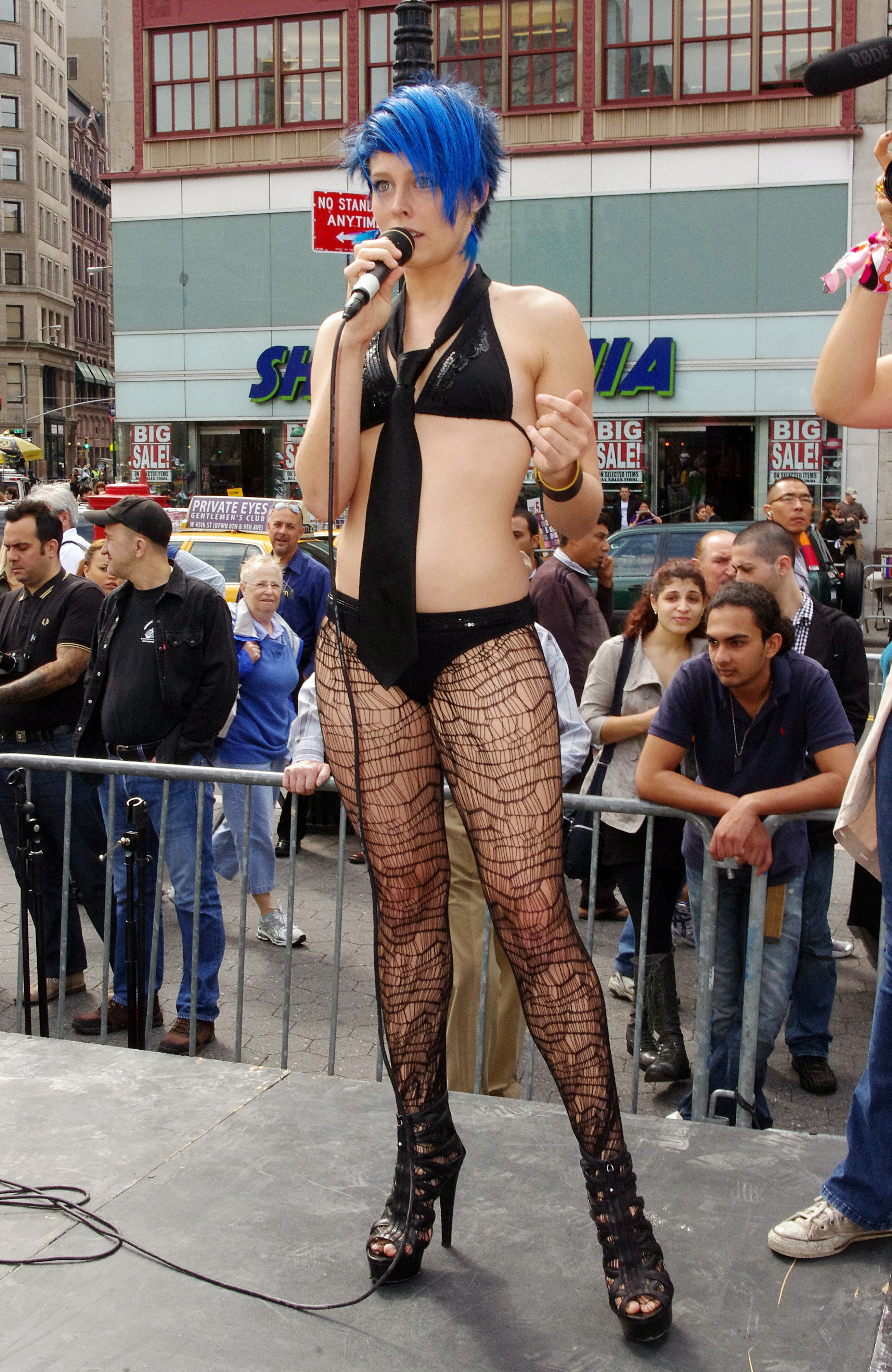
یک معترض در مخالفت با «شرمساری هرزه‌ها» در طول راهپیمایی سلیطه‌ها - نیویورک.